# Cobitis jadovaensis
Cobitis jadovaensis és una espècie de peix de la família dels cobítids i de l'ordre dels cipriniformes.

## Hàbitat
Viu en zones de clima temperat.

## Distribució geogràfica
Es troba a Croàcia.